# Blood on Snow. Der Auftrag
Blood on Snow. Der Auftrag (Originaltitel Blod på snø) ist ein Kriminalroman des norwegischen Schriftstellers Jo Nesbø aus dem Jahr 2015. Der Roman um einen Auftragskiller bildet den Auftakt einer Trilogie unter dem gemeinsamen Titel Blood on Snow.

## Inhalt
Es ist Dezember 1977, wenige Tage vor Weihnachten im kältesten Winter seit dem Zweiten Weltkrieg in Oslo. Olav Johansen ist der Sohn einer Alkoholikerin und eines brutalen Vaters, der seine Frau schlägt und ins Gefängnis kommt, weil er einen Menschen zu Tode geprügelt hat. Am Tag der Haftentlassung bringt der 19-jährige Olav den Vater um, so glaubt er zumindest. Seine Mutter erzählt eine andere Geschichte, laut der ihr Mann einfach nicht wieder zurückgekehrt ist. Seit seiner Kindheit ist Olav ein begeisterter Leser, doch wegen seiner Legasthenie liest er oft anderes, als in den Büchern steht. So verändert er die Handlung von Die Elenden, bis er sie an seinen Geschmack angepasst hat und aus Jean Valjean ein Mörder geworden ist.
Auch Olav wird zum Auftragsmörder, nachdem er seine Studienpläne aufgegeben hat. Zu etwas anderem, so glaubt er, taugt er nicht. Er hat sich als zu weich erwiesen, um für den Gangsterboss Daniel Hoffmann den Zuhälter zu spielen. Stattdessen kauft er die „taubstumme“ Maria, die zur Prostitution gezwungen wird, um die Schulden ihres drogensüchtigen Freundes zu bezahlen, frei. Seither verfolgt er die junge Frau, beobachtet sie bei der Arbeit und gesteht ihr täglich im Gedränge der U-Bahn seine Liebe, obwohl oder gerade weil sie ihn nicht hören kann. Er findet jedoch nicht den Mut, ihr einen Brief zu überreichen, in dem er ihr seine Liebe erklärt. Mit der Arbeit als Expedient, so seine Umschreibung für Killer, hat Olav weniger Probleme. Für Hoffmann bringt er Gangster von dessen Gegenspieler im Osloer Heroingeschäft, dem so genannten Fischer, um. Nur mit den Hinterbliebenen seiner Opfer zeigt er Mitleid und hinterlässt ihnen auch mal den vollen Lohn für seine Tat.
Sein neuester Auftrag verursacht Olav Skrupel. Er soll Hoffmanns junge Frau Corina ermorden, weil sie fremd geht, doch beim ersten Anblick verliebt er sich in die schöne Frau mit der Grazie einer Seiltänzerin. So bringt er stattdessen ihren Liebhaber um und meldet dies seinem Auftraggeber, nur um zu erfahren, dass es sich dabei um den einzigen Sohn des Gangsterbosses handelt, der fortan Jagd auf ihn macht. Olav rettet Corina und bringt sie in seiner kargen Wohnung unter, wo es zu einer für Olav überwältigenden Liebesnacht kommt. Am nächsten Tag wendet er sich an den Fischer. Hoffmanns Kontrahent scheint ihm die einzige Chance, der Verfolgung seines ehemaligen Bosses zu entrinnen.
Mithilfe zweier Männer des Fischers glückt der Mordanschlag auf Hoffmann bei der Totenwache für dessen Sohn. Doch anschließend wird Olav selbst im Auftrag des Fischers niedergestreckt, der ihm die Morde nicht verziehen hat. Olav überlebt aufgrund eines Kettenhemdes, das er einem früheren Opfer entliehen hat. Blutend kommt er in seiner Wohnung an, wo Corina ihn notdürftig versorgt. Doch als er kurz in Ohnmacht fällt, hat sie ihn bereits an den Fischer verraten, da sie längst zu ihrem Vorteil die Seiten gewechselt hat und zum nächsten so brutalen wie mächtigen Mann übergelaufen ist. Olav flieht aus seiner Wohnung. Mitten in der Nacht kennt er kein anderes Ziel als das Geschäft, in dem Maria arbeitet. Doch am Vorabend des Heiligen Abends ist es längst geschlossen, und er lehnt sich vergeblich gegen die dunklen Schaufenster.
Eine beinahe märchenhafte Wendung nimmt die Geschichte, als Maria auftaucht und ihn zu ihrem Onkel, einem Chirurgen, fährt, der ihn mit einer Notoperation retten kann. Es stellt sich heraus, dass Maria gar nicht „taubstumm“ ist, sondern Französin, die nur gebrochen Norwegisch spricht. Der Drogensüchtige war nicht ihr Freund, sondern ihr jüngerer Bruder, für den sie sich freiwillig aufgeopfert hat. Und Maria hat all die Liebesworte gehört, die Olav ihr in der U-Bahn zugeflüstert hat, und die sie so glücklich gemacht haben wie der Liebesbrief, den er ihr nun endlich überreicht. Mit dieser glücklichen Wendung will Olav seine Geschichte beenden. Als die tatsächlich „taubstumme“ Maria am nächsten Morgen den Laden öffnen will, entdeckt sie den toten Olav, der in der Nacht an der Schaufensterscheibe festgefroren ist. Im Schnee findet sie seinen Brief, der ihm aus dem Mantel gefallen ist.

## Interpretation
Der Auftrag, der erste Teil der lose miteinander verknüpften Trilogie unter dem Reihentitel Blood on Snow ist im Stil des klassischen Pulp oder Noir geschrieben. Als Genre-Vorbilder nennt Marcus Müntefering The Killer Inside Me von Jim Thompson, Elmar Krekeler die Parker-Reihe von Richard Stark. Typisch für das Genre ist der einsame Held, der zwischen rivalisierende Gangsterbanden gerät, die verhängnisvolle femme fatale und der Fatalismus der Geschichte, aber auch das düstere Ende und der – gemessen an den Markterfordernissen des 21. Jahrhunderts – geringe Umfang von knapp 200 Seiten. Nesbø hatte ursprünglich geplant, die Romane unter dem Pseudonym „Tom Johansen“ zu veröffentlichen und als wiederentdeckte Klassiker aus den 1970er Jahren auszugeben.
Der klassische Noir-Krimi wird allerdings immer wieder durch ironische oder märchenhafte Elemente gebrochen. Die typisch amerikanische Krimihandlung siedelt Nesbø im vermeintlich idyllischen Oslo der 1970er Jahre an. Der harte Held hat ein weiches Herz und zeigt sentimentale Anwandlungen, die ihn seine Geliebte stalken und ihr Liebesbriefe schreiben lassen. Zudem erweist er – ganz untypisch für einen hardboiled detective – Referenzen an die Literaturgeschichte, an T. S. Eliot, David Hume, Brehms Tierleben und Victor Hugo. Beim titelgebenden Blut im Schnee, das reichlich fließt, denkt er an Könige, Purpur und Hermelinfell: „Mistpoesie halt“, wie Krekeler ironisiert. Der Roman sei damit „Hardcorehardboiled für die gebildeten Stände. Gemetzel mit Niveau. Erste Klasse Bahnhofsthriller.“ Hendrik Werner liest einen „Schelmenroman“, eine Hommage „an Pulp mit Witz, an Noir mit Stil“.
Insbesondere erweist sich der Ich-Erzähler der Geschichte aber als unzuverlässiger Erzähler, der sich selbst und den Leser an der Nase herumführt, was dem Roman laut Martin Müntefering einen „modernen Twist“ verleiht. Der leidenschaftliche Vielleser Olav hat sich angewöhnt, seine Lektüre nach eigenen Vorlieben umzudichten. So verkitscht er Hugos Die Elenden zu einer Liebesgeschichte, deren Held ihm aufs Haar gleicht. Auch sein Leben dichtet er um, macht aus dem skrupellosen Auftragsmörder mit leichtem Hang zur Sentimentalität einen „Killer mit Herz“ und aus seinem Tagwerk ein „ziemlich rührselige[s] Abenteuerstück“. Mittels dieses metafiktionalen Elements verwandelt Nesbø laut Müntefering klassische Pulp Fiction in „eine Art Meta-Noir“.

## Ausgaben
- Jo Nesbø: Blod på snø. Aschehoug, Oslo 2015, ISBN 978-82-03-35762-6.
- Jo Nesbø: Blood on Snow. Der Auftrag. Aus dem Norwegischen von Günther Frauenlob. Ullstein, Berlin 2015, ISBN 978-3-550-08077-7.